# Worb
Worb (toponimo tedesco) è un comune svizzero di 11 394 abitanti del Canton Berna, nella regione di Berna-Altipiano svizzero (circondario di Berna-Altipiano svizzero); ha lo status di città.

## Storia
Il comune di Worb fu istituito nel 1834; nel 1881 la località di Wiler, fino ad allora frazione di Worb, fu assegnata a Vechigen.

## Monumenti e luoghi d'interesse

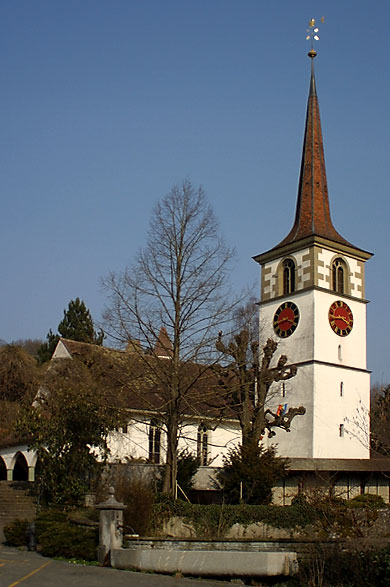
La chiesa riformata

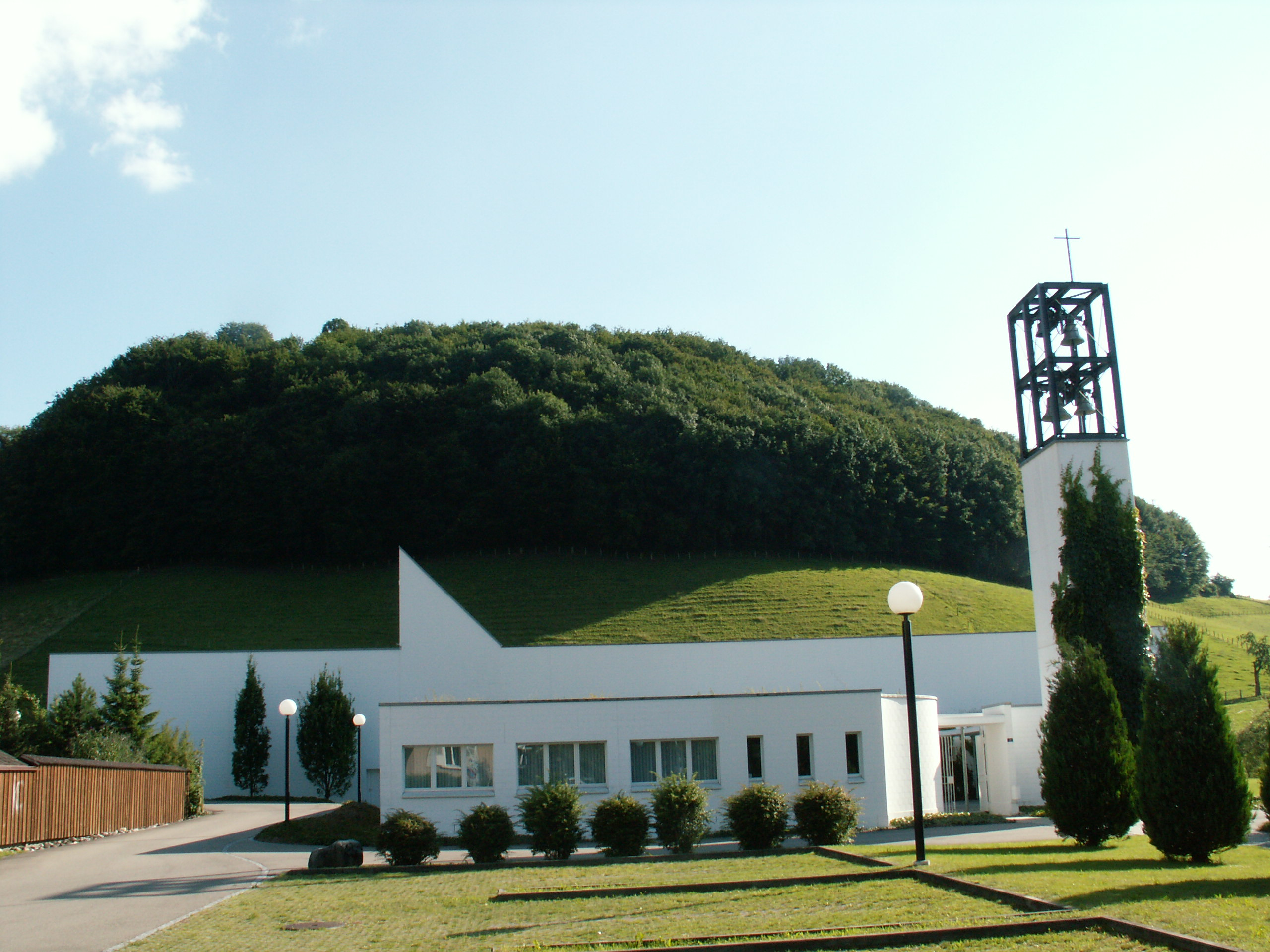
La chiesa cattolica di San Maurizio

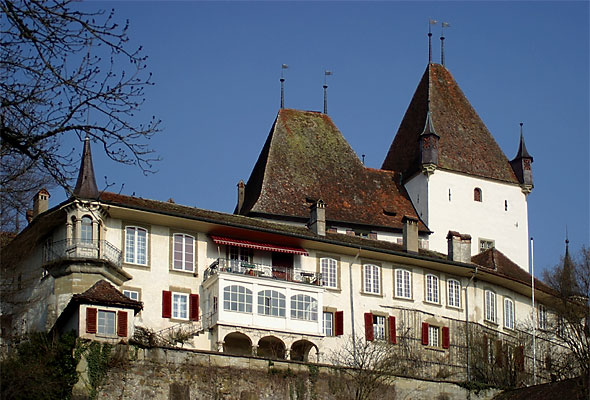
Il castello di Worb

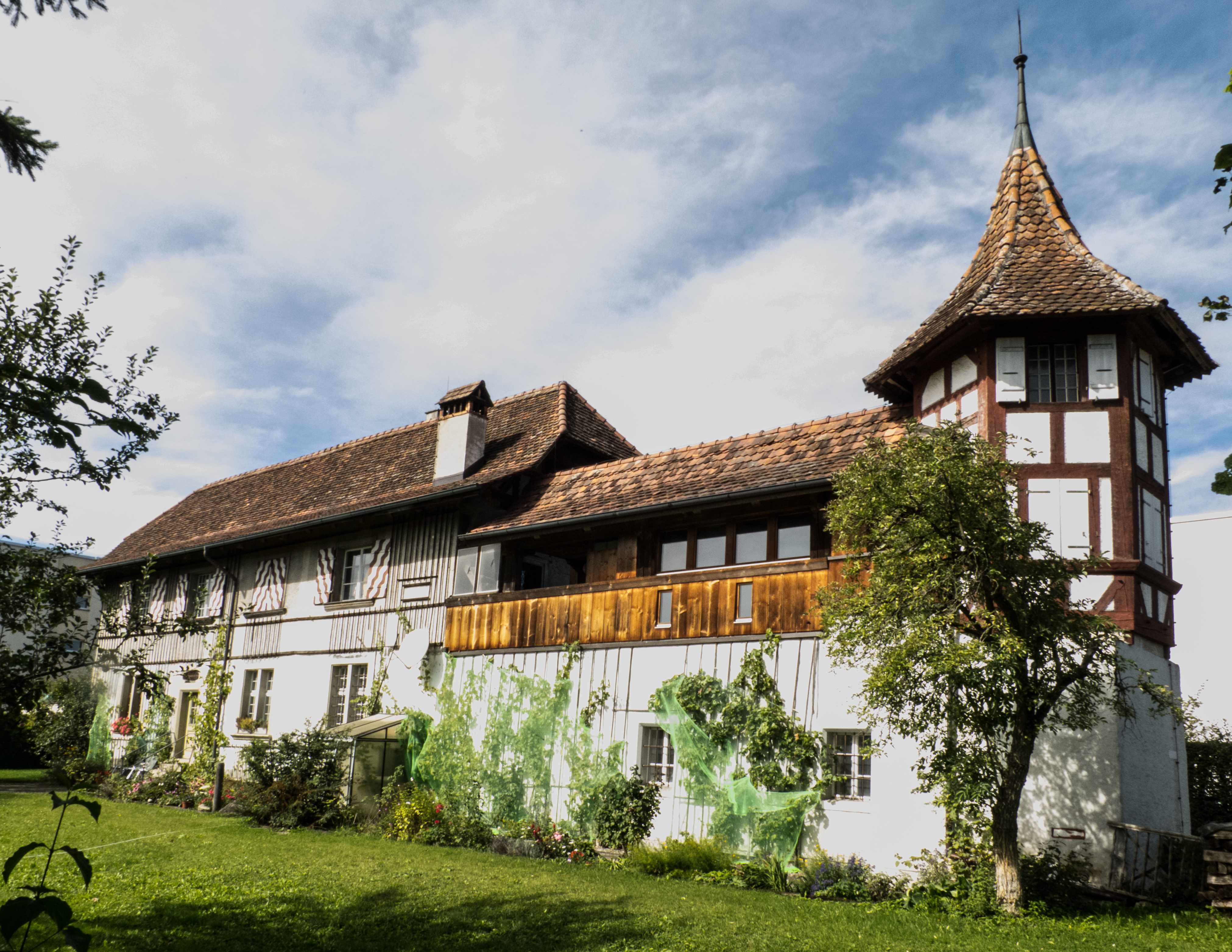
Il castello di Rüfenacht

- Chiesa riformata (già di San Maurizio), eretta nell'XI secolo[1];
- Chiesa cattolica di San Maurizio, eretta nel 1953 e ricostruita nel 1998[1];
- Castello di Worb, eretto prima del 1130 e ampliato nel 1469-1594 e nel 1643[1];
- Castello di Rüfenacht.

## Società

### Evoluzione demografica
L'evoluzione demografica è riportata nella seguente tabella:
Abitanti censiti

### Religione
Dal punto di vista religioso Worb è prevalente riformata, con una comunità cattolica.

## Geografia antropica
Worb fa parte dell'agglomerato urbano della città di Berna.

### Frazioni e quartieri
- Bangerten
- Enggistein
- Richigen
- Ried
- Rüfenacht[3]
- Vielbringen
- Wattenwil

## Infrastrutture e trasporti

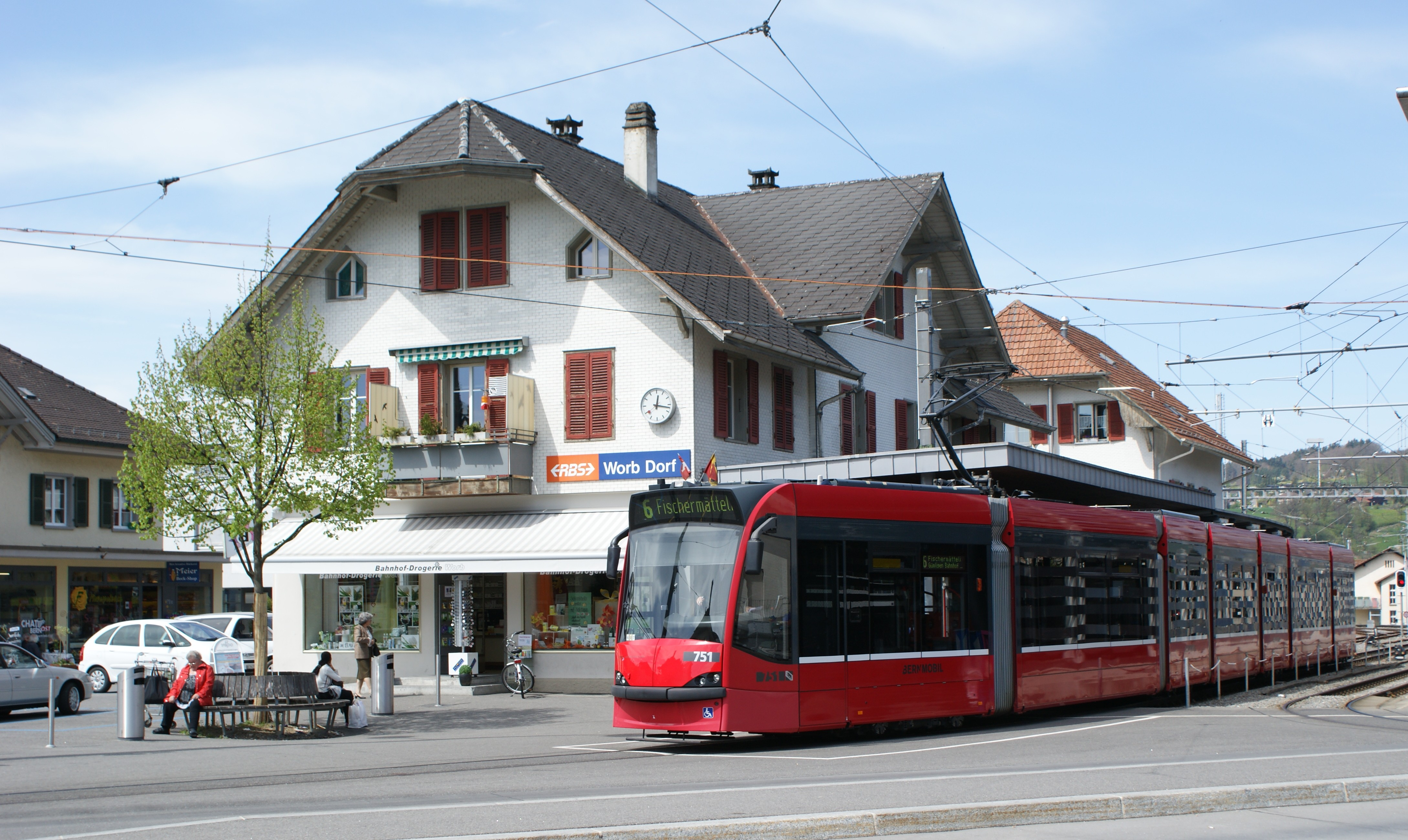
La stazione di Worb Dorf

Worb è servita dalla stazione di Worb SBB, sulla ferrovia Berna-Lucerna, e da quella di Worb Dorf sulla ferrovia Berna-Worb (linea S7 della rete celere di Berna); quest'ultima è anche il capolina della linea 6 Fischermätteli-Worb Dorf della rete tranviaria di Berna.

## Amministrazione
Ogni famiglia originaria del luogo fa parte del cosiddetto comune patriziale e ha la responsabilità della manutenzione di ogni bene ricadente all'interno dei confini del comune.